# Compsidolon salicellum
Compsidolon salicellum, auch Haselnuss-Weichwanze genannt, ist eine Wanzenart aus der Familie der Weichwanzen (Miridae).

## Merkmale
Die Wanzen werden 3,4 bis 4,0 Millimeter lang. Sie haben eine blass gelb-graue Grundfarbe, die häufig durch braune Flecken entlang der Hemielytren unterbrochen ist. Die Hemielytren haben außerdem dunkle Flecken auf der Membrane. Der Cuneus der Hemielytren ist blass. Die Schenkel (Femora) der Hinterbeine sind dunkel, vor allem zur Spitze hin.

## Vorkommen und Lebensraum
Die Art ist in fast ganz Europa verbreitet und kommt östlich bis Sibirien und Korea vor. Sie wurde durch den Menschen in Nordamerika eingeschleppt. In
Deutschland und Österreich ist sie weit verbreitet, jedoch überwiegend wenig häufig, lokal kann sie auch selten sein. Besiedelt werden sonnige, sowohl trockene als auch feuchte Lebensräume, wie etwa Waldränder oder isoliert stehende Büsche.

## Lebensweise
Die Wanzen leben vor allem auf Gemeiner Hasel (Corylus avellana), seltener auch auf anderen Laubgehölzen wie Weiden (Salix), Erlen (Alnus), Heckenkirschen (Lonicera), Eichen (Quercus) oder Linden (Tilia), gelegentlich auch Rubus-Arten. Sie ernähren sich zoophytophag und saugen sowohl Pflanzensaft, als auch an beispielsweise an Milben. Die adulten Wanzen kann man von Mitte/Ende Juli bis Ende September beobachten. Die Art bildet eine Generation pro Jahr aus.

## Belege